# Маломосковская улица
Маломоско́вская улица — улица на севере Москвы в Алексеевском районе Северо-Восточного административного округа. Располагается между проспектом Мира и Новоалексеевской улицей.

## Расположение
Маломосковская улица начинается от проспекта Мира напротив проезда Ольминского, проходит на восток, пересекает Ярославскую улицу, улицу Константинова, затем поворачивает на юго-восток, пересекает Новоалексеевскую улицу (справа) и улицу Павла Корчагина (слева) и переходит в 1-й Рижский переулок.

## История
Улица была проложена и получила своё название в конце XIX века по своему расположению за тогдашней границей Москвы и направлению в её сторону. Вплоть до 1970 года улица называлась «Малая Московская», затем была официально переименована, хотя название «Малая Московская» продолжало употребляться ещё как минимум в течение 10 лет.
В начале Великой Отечественной войны в доме № 9, где тогда находилась средняя школа № 270, формировалась дивизия народного ополчения Ростокинского района Москвы — в настоящее время на здании установлена мемориальная доска в память об этом событии.

## Учреждения и организации
По нечётной стороне:
- № 3 — жилой дом. Здесь жили: кинорежиссёр Ричард Викторов, поэт-песенник Леонид Дербенёв[3].
- № 7 — бывший Центр образования № 1470 (присоединён к гимназии № 1539);
- № 9-а — детский сад № 2140;
- № 21, корп. 4 — бизнес-центр «Чайка-Плаза»; Главное управление ПФР № 6;
- № 27, корп. 2 — оздоровительный центр «Твой фитнес».

По чётной стороне:
- № 2, корп. 1 — муниципалитет Алексеевский СВАО; судебный участок № 414 мирового судьи Алексеевского района СВАО;
- № 4 — единая справочная служба;
- № 8, корп. 2 — издательско-полиграфический тифлоинформационный комплекс «Логос» Всероссийского общества слепых; журнал «Наша жизнь»;
- № 10 —  Медиа-информационная группа «Страхование сегодня», Московская федерация профсоюзов (МФП): учебно-исследовательский центр;
- № 10-а — типография «Стиль»;
- № 16, стр. 1 — Дорожно-механизированное управление № 3;
- № 22 — издательство «Герда Паблишин».